# Puerto Foster
Puerto Foster o bahía Foster es una gran bahía ubicada en el interior de la isla Decepción en las Islas Shetland del Sur, Antártida.

## Toponimia

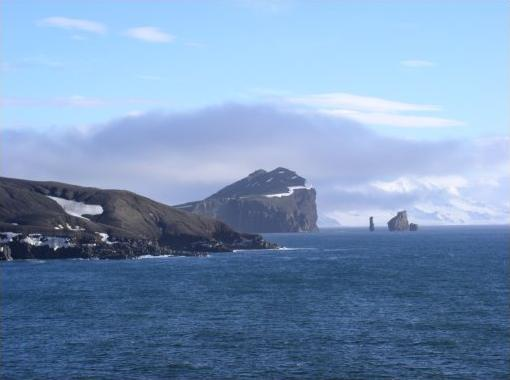
Fuelles de Neptuno, entrada a Puerto Foster.

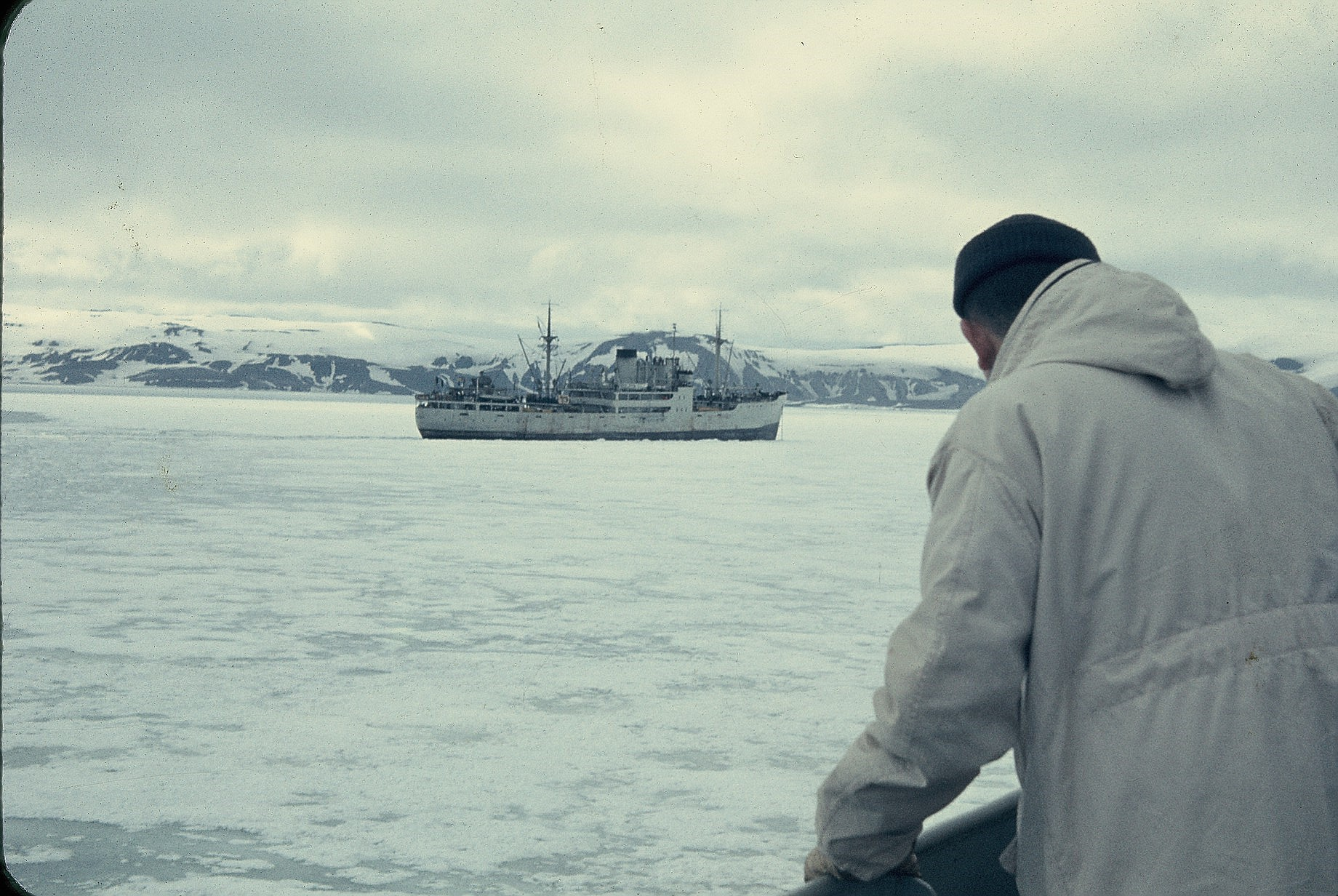
Puerto Foster a fines de 1957.

El puerto era conocido por los balleneros y loberos hacia en 1820, y en sus primeros años se llamaba Puerto Williams, por el capitán británico William Smith. Unos años más tarde fue nombrado Puerto Foster después de que Henry Foster, comandante del HMS Chanticleer, realizó observaciones magnéticas con péndulos para una expedición británica de 1828-1829.

## Descripción
El centro de la isla es una caldera, formada por una gigantesca erupción volcánica y luego inundada. Esto ha creado el Puerto Foster que está conformado por una cuenca de entre 10 y 7 kilómetros. La base de este volcán, que originó la isla durante el cuaternario, se halla a 850 metros bajo el nivel del mar. Tiene una estrecha abertura de unos 150 metros en la costa sureste de la isla, llamada Fuelles de Neptuno, que comunica el puerto con el exterior. La bahía, al estar totalmente resguardada de las tempestades antárticas, conforma un importante puerto natural. La temperatura del agua de la bahía es muy superior al del mar exterior de la isla debido a la actividad volcánica. En aguas termales llegan a registrarse temperaturas de hasta 70 °C.
La zona bentónica de Puerto Foster es de gran interés ecológico debido al disturbio natural inducido por la actividad volcánica. Dos áreas han sido protegidas colectivamente en 1987 como zonas antárticas especialmente protegidas (ZAEP) con el número 145, bajo propuesta y conservación de Chile.

## Reclamaciones territoriales
Argentina incluye a la bahía en el departamento Antártida Argentina dentro de la provincia de Tierra del Fuego, Antártida e Islas del Atlántico Sur; para Chile forma parte de la comuna Antártica de la provincia Antártica Chilena dentro de la Región de Magallanes y de la Antártica Chilena; y para el Reino Unido integra el Territorio Antártico Británico. Las tres reclamaciones están sujetas a las disposiciones del Tratado Antártico.
Nomenclatura de los países reclamantes: 
- Argentina: puerto Foster
- Chile: puerto Foster
- Reino Unido: Port Foster